# Lyle Ritz
Lyle Joseph Ritz (Cleveland, 10 januari 1930 - 3 maart 2017) was een Amerikaanse jazzcontrabassist en studiomuzikant. Hij wordt ook wel de vader van de jazzukelele genoemd.

## Biografie
Ritz, die was betrokken bij meer dan 5000 opnamesessies, werkte aan het begin van zijn carrière in een muziekzaak in Los Angeles. Daar leerde hij tijdens de jaren 1950 de mogelijkheden kennen van de ukelele. Na beëindiging van zijn militaire diensttijd in de Koreaanse Oorlog, waar hij tuba speelde in een legerband, werd hij ontdekt door Barney Kessel, die op dat moment werkzaam was voor Verve Records aan de westkust. Kessel bood Ritz een contract aan. In 1957 presenteerde hij (in trio met Red Mitchell en Gene Estes) de lp How About Uke?, gevolgd door 50th State Jazz (1959, met onder andere ook Joe Mondragon, Paul Horn en Don Shelton). Beide albums waren vooral in Hawai succesvol.
Tijdens de daaropvolgende jaren werkte hij als contrabassist bij de studioformatie The Wrecking Crew, die betrokken waren bij talloze sessies rondom Los Angeles tot in de vroege jaren 1980. Ze waren te horen op de hit Taste of Honey van Herb Alpert, You've Lost That Lovin' Feelin'  van The Righteous Brothers en de song Good Vibrations van The Beach Boys, verder bij opnamen van Sonny & Cher, The Monkees, Dean Martin en Linda Ronstadt. Daarnaast werkte Ritz ook mee aan filmmuziek als Bound for Glory (1976), Face the Music (1979) en No Drums, No Bugles (1972). In zijn latere jaren keerde hij terug naar de ukelele, nam hij nog meer albums op en woonde hij in Portland. Volgens jazzdiscograaf Tom Lord was hij van 1957 tot 2007 betrokken bij 44 opnamesessies.

## Overlijden
Lyle Ritz overleed in maart 2017 op 87-jarige leeftijd.
- Biblioteca Nacional de España: XX5404556
- Bibliothèque nationale de France: cb13837939s (data)
- Gemeinsame Normdatei: 135360390
- International Standard Name Identifier: 0000 0000 5514 0570
- Library of Congress Control Number: no98046872
- MusicBrainz: 29a5175e-a17e-427f-8854-db80aedb2f79
- Nationale Bibliotheek van Israël: 987007396620305171
- Nederlandse Thesaurus van Auteursnamen: 21819370X
- Virtual International Authority File: 37100572
- WorldCat: E39PBJqk3tXkTHtWBm3pJpWbh3